# آزار و اذیت شاهدان یهوه در آلمان نازی
شاهدان یهوه به دلیل خودداری از رفتن به سربازی، یا پیوستن به سازمان‌های نازی یا اعلام وفاداری به رژیم هیتلر، در هنگام حکومت نازی‌ها در آلمان میان سال‌های ۱۹۳۳ و ۱۹۴۵ مورد آزار و اذیت قرار گرفتند. حدود ۱۰ هزار شاهد - نیمی از تعداد اعضای آلمانی آن‌ها در آن دوره - زندانی شدند؛ از جمله ۲۰۰۰ تن که به اردوگاه‌های کار اجباری نازی‌ها فرستاده شدند. تخمین زده می‌شود که ۱۲۰۰ تن در بازداشت کشته شدند، از جمله ۲۵۰ تن که اعدام شدند. آنها نخستین فرقه از مسیحیت بودند که توسط دولت نازی ممنوع می‌شد و به شدت مورد آزار و اذیت قرار گرفت.
برخلاف یهودیان و مردم کولی، که به دلیل تبار خود مورد آزار و اذیت قرار گرفتند، شاهدان یهوه می‌توانستند با کنار گذاشتن باورهای مذهبی خود با امضای سندی مبنی بر انصراف از ایمان، تسلیم شدن در برابر اقتدار دولتی و پشتیبانی از ارتش آلمان، مانع از آزار و اذیت و آسیب‌های شخصی شوند. به باور تاریخ‌دان سیبیل میلتون، «شجاعت و سرپیچی آنها در برابر شکنجه و مرگ، افسانه حاکمیت مطلق نازی بر مردمی مطیع و فرمانبردار را باطل می‌کند.»
علی‌رغم تلاش‌های اولیه برای نشان دادن اهداف مشترک با رژیم ناسیونال سوسیالیست، این گروه از سال ۱۹۳۳ تحت آزار و اذیت عمومی و دولتی قرار گرفت، بسیاری از اعضایش از کارها و مدارس اخراج شدند، از درآمد محروم شدند، و مورد ضرب و شتم و زندان قرار گرفتند. تاریخ‌دانان در باره اینکه آیا نازی‌ها قصد پاکسازی آنها را داشتند، اختلاف نظر دارند، اما چندین نویسنده ادعا کرده‌اند که محکوم کردن صریح نازی‌ها توسط شاهدان در رنج کشیدن آن‌ها نقش داشته‌است.

## دروه پیشانازی
شاهدان یهوه گروهی برآمده از دانشجویان بین‌المللی کتاب مقدس مستقر در ایالات متحده بودند که از دهه ۱۸۹۰ تبلیغات مذهبی در اروپا را آغاز کردند. یک شعبه از انجمن در سال ۱۹۰۲ در البرفلد آلمان افتتاح شد. تا سال ۱۹۳۳، حدود ۲۰٬۰۰۰ شاهد به عنوان مبلغ فعال خانه به خانه فعالیت می‌کردند و مراسم یادبود سالانه آنها حدود ۲۵۰۰۰ نفر را به خود جلب می‌کرد. در درسدن، تعداد دانشجویان کتاب مقدس بیشتر از همین تعداد در نیویورک بود.
اعضای جنبش که در آلمانی به Ernste Bibelforscher یا «دانشجویان مشتاق کتاب مقدس» معروف بودند، از اواخر جنگ جهانی اول با این اتهامات که ایشان بلشویک، کمونیست و در نهان یهودی بودند، روبرو شدند. از سال ۱۹۲۰، کلیسای انجیلی آلمان خواستار ممنوعیت کار انتشارات انجمن شد. در ادامه دهه ۱۹۲۰، مخالفت‌هایی از ترکیب کلیسا گرفته تا جنبش فلکیش افزایش یافتند. نازی‌ها آغاز به آزار و اذیت دانشجویان کتاب مقدس کردند، اعضای اس‌آ نیز نشست‌های گروه را مختل می‌کردند.
از ۱۹۲۲، دانش آموزان کتاب مقدس آلمان به دلیل توزیع عمومی جزوات انجمن، به اتهام دست‌فروشی غیرقانونی دستگیر می‌شدند. مشان سال‌های ۱۹۲۷ و ۱۹۳۰، حدود ۵٬۰۰۰ اتهام علیه اعضای جنبش مطرح شدند، و اگرچه بیشتر آنها به تبرئه منتهی شدند، اما برخی «مجازات‌های شدید» نیز صادر شدند.
از سال ۱۹۳۰، درخواست‌ها برای مداخله دولت علیه دانشجویان کتاب مقدس افزایش یافت، و در ۲۸ مارس ۱۹۳۱، رئیس‌جمهور رایش، پاول فون هیندنبورگ، فرمان مقاومت در برابر اعمال سیاسی خشونت‌آمیز را صادر کرد، که طبق آن اقدام‌های لازم در مواردی که سازمان‌های مذهبی، موسسات یا آداب و رسوم «مورد سوءاستفاده قرار می‌گرفتند» اجرا می‌شد. بایرن نخستین ایالت آلمان بود که با حکم پلیس در ۱۸ نوامبر برای منع و مصادره کلیه انتشارات دانشجویان کتاب مقدس در سراسر ایالت، با این گروه برخورد کرد. فرمان دوم در سال ۱۹۳۲ این ممنوعیت را به دیگر ایالت‌های آلمان گسترش داد. تا پایان ۱۹۳۲، بیش از ۲۳۰۰ اتهام علیه دانشجویان کتاب مقدس در جریان بود.

## تعقیب

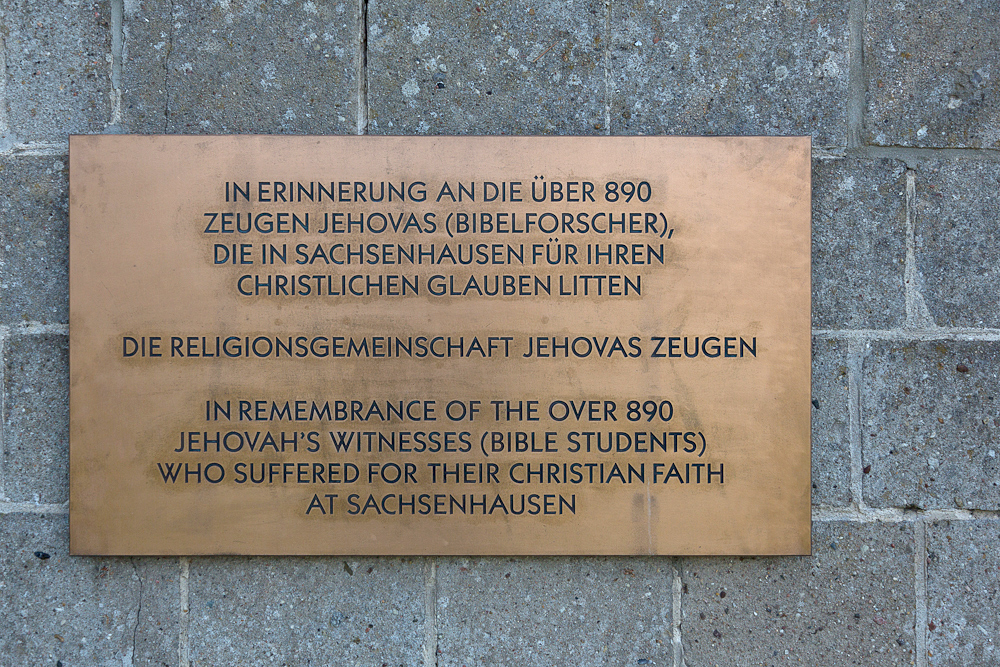
پلاک یادبود در اردوگاه کار اجباری زاخسنهاوزن

از ۱۹۳۳ به بعد، شاهدان شاغل در دفاتر پست، ایستگاه‌های راه‌آهن یا سایر مشاغل خدمات مدنی به دلیل خودداری از اجرای سلام هیتلری، اخراج شدند. از اوت ۱۹۳۴، آنها همچنین می‌توانستند شغل خود را به دلیل خودداری از سوگند رسمی به وفاداری و اطاعت از هیتلر، از دست بدهند. معلمان ناچار شدند بیانیه ای را امضا کنند که تأیید می‌کرد عضو انجمن بین‌المللی دانشجویان کتاب مقدس نیستند و در صورت عدم پذیرش از کار اخراج می‌شدند. شاهدان یهوه در بخش‌های خصوصی نیز، اغلب با اصرار جبهه کار آلمان (DAF) یا اعضای حزب نازی، اخراج می‌شدند. در ۱۹۳۶، مطبوعات نازی خواستار آن شدند تا دانشجویان کتاب مقدس از همه شرکت‌های آلمانی حذف شوند، و در همین حال اعضای مستقل این گروه از مجوزهای حرفه ای یا تجاری خود برای انجام کار محروم شوند، زیرا عدم پذیرش آنها از عضویت در سازمان‌های نازی، آنها را «از نظر سیاسی غیرقابل اعتماد» می‌کرد.
دولت وسایل نقلیه موتوری و دوچرخه‌هایی را که شاهدان در مشاغلشان از آنها استفاده می‌کردند، توقیف کرد، گواهینامه رانندگی را پس گرفت، حقوق بازنشستگی را قطع کرد و شاهدان را از خانه‌های خود بیرون کرد. دانش آموزان مدارس ناچار بودند هنگام فراخوان احترام پرچم، سرود هورست وسل و Deutschlandlied را بخوانند، به هیتلر سلام بدهند و در مراسم بزرگداشت هیتلر شرکت کنند. کسانی که خودداری می‌کردند توسط معلمان، و گاهی توسط همکلاسی‌ها مورد ضرب و شتم قرار می‌گرفتند، و بسیاری نیز اخراج می‌شدند. از مارس ۱۹۳۶، مقام‌های نازی آغاز به گرفتن کودکان شاهد از والدین خود کردند، و برخی از آنها را ناچار به پیگیری «آموزش اصلاحی» کردند.
از اوایل سال ۱۹۳۵، افسران گشتاپو استفاده از «بازداشت پیشگیرانه» را گسترش دادند؛ اغلب هنگامی که قاضیان موفق به محکوم کردن شاهدان به اتهام سرپیچی از تحریم دانشجوی کتاب مقدس نمی‌شدند. دانش‌آموزان کتاب مقدس که از دید آنها «به دلیل فعالیت‌هایشان خطری قریب‌الوقوع برای دولت ناسیونال سوسیالیست» به‌شمار می‌رفتند، از آن هنگام دیگر برای مجازات به دادگاه‌ها تحویل داده نمی‌شدند، بلکه مستقیم به اردوگاه‌های کار اجباری برای گذران چند ماه زندان فرستاده می‌شدند. با این حال، حتی کسانی که دوران زندان خود را به پایان می‌رساندند، به‌طور معمول توسط گشتاپو پس از آزادی دستگیر و بازداشت پیشگیرانه می‌شدند.
روش‌های وحشیانه‌تری از مجازات از سال ۱۹۳۶ پی گرفته شدند؛ از جمله شلاق زدن با شلاق ویژه اسب، ضرب و شتم طولانی مدت، شکنجه اعضای خانواده و تهدید به تیراندازی. برخی از شاهدان در موسسات روانی و تحت درمان روان‌پزشکی قرار گرفتند. دستور به عقیم‌سازی بعضی از کسانی که در خودداری از تقبیح ایمان خود «سرسخت» بودند، داده شد.
در پی نشستی در اوایل سپتامبر ۱۹۳۶ در لوسرن، سوئیس، تا ۳۰۰۰ نسخه از بیانیه ای اعتراض‌امیز به رهبران دولت، مردم و روحانیون ارسال شد، تا جدال ضد کاتولیکی انجمن را افزایش دهد. چندین شاهد آلمانی که در این کنوانسیون شرکت کرده بودند هنگام بازگشت به خانه‌هایشان توسط پلیس در کمین دستگیر شدند و میان اوت و سپتامبر، گشتاپو بیش از ۱۰۰۰ عضو را دستگیر کرد. پاسخ جامعه شاهدان به این کار، گذاشتن ۲۰۰٬۰۰۰ نسخه از بیانیه لوسرن در صندوق‌های پستی، و نیز غرفه‌های تلفن، نیمکت‌های پارک و اتومبیل‌های پارک شده، در ۱۲ دسامبر بود.
کسانی که در حملات بعدی پلیس دستگیر شدند به دو سال زندان محکوم شدند. تعداد دستگیری‌ها سپس افزایش یافت. تنها در درسدن، حدود ۱۵۰۰ شاهد تا اواسط سال ۱۹۳۷ دستگیر شده بودند. کارزار نامه‌پراکنی دیگری در ژوئن ۱۹۳۷ آغاز شد، و به گفته انجمن، شاهدان آلمانی بیش از ۴۵۰٬۰۰۰ کتاب و کتابچه در طول ۱۲ ماه پخش کردند.
هیتلر در مارس ۱۹۳۵ سربازی اجباری برای همه مردان ۱۸ تا ۴۵ سال را ابلاغ کرد. هیچ معافیتی برای دلایل شرعی یا وجدانی در نظر گرفته نشده بود و شاهدانی که از خدمت یا سوگند وفاداری به هیتلر خودداری می‌کردند بهمدت یک یا دو سال به زندان یا اردوگاه‌ها فرستاده می‌شدند. با آغاز جنگ در اوت ۱۹۳۹، مجازات‌های جدی‌تری اعمال شد. فرمانی تصویب شد که مقررات کیفری را به میزان قابل توجهی در دوره‌های جنگ و شرایط اضطراری افزایش می‌داد و طبق این فرمان «تخریب روحیه نیروهای مسلح» جرم به‌شمار می‌آمد. هرگونه امتناع از انجام خدمت سربازی یا تحریک عمومی به این منظور مجازات اعدام می‌داشت. میان اوت ۱۹۳۹ و سپتامبر ۱۹۴۰، ۱۵۲ دانشجوی کتاب مقدس در دادگاه عالی نظامی ورماخت حاضر شدند؛ از میان ایشان که به جرم تخریب روحیه نیروهای مسلح متهم شده بودند، ۱۱۲ نفر اغلب با سر بریدن اعدام شدند. گارب تخمین می‌زند که حدود ۲۵۰ شاهد آلمانی و اتریشی در طول جنگ جهانی دوم در نتیجه تصمیمات دادگاه نظامی اعدام شدند. در نوامبر ۱۹۳۹، آیین‌نامه دیگری صادر شد که زندانی کردن هر کسی را که از «انجمن‌های ضد نظامی» پشتیبانی یا به آن تعلق داشت یا «روحیه ضد نظامی» از خود نشان می‌داد، مجاز می شمد و به مقام‌ها اجازه می‌داد افراد را به اتهام عضویت در انجمن دانشجویان کتاب مقدس زندانی کنند. مجازات‌های اعدام پس از سال ۱۹۴۳ مرتباً اعمال می‌شدند.